# Morfontaine
Morfontaine ist eine französische Gemeinde mit 1076 Einwohnern (Stand 1. Januar 2022) im Département Meurthe-et-Moselle in der Region Grand Est (bis 2015 Lothringen). Sie gehört zum Arrondissement Val-de-Briey und ist Mitglied im Gemeindeverband Grand Longwy Agglomération. Die Bewohner werden Mafous genannt.

## Geografie
Morfontaine liegt im nördlichen Teil des Départements, etwa 23 Kilometer nördlich von Val de Briey. Der zeitweise trockenfallende Ruisseau de Nanheul bildet die natürliche Grenze zur westlichen Nachbargemeinde Laix.
Umgeben wird Morfontaine von den fünf Nachbargemeinden:
|      | Villers-la-Montagne                         |                  |
| Laix | Kompassrose, die auf Nachbargemeinden zeigt | Bréhain-la-Ville |
|      | Ville-au-Montois                            | Fillières        |

## Bevölkerungsentwicklung

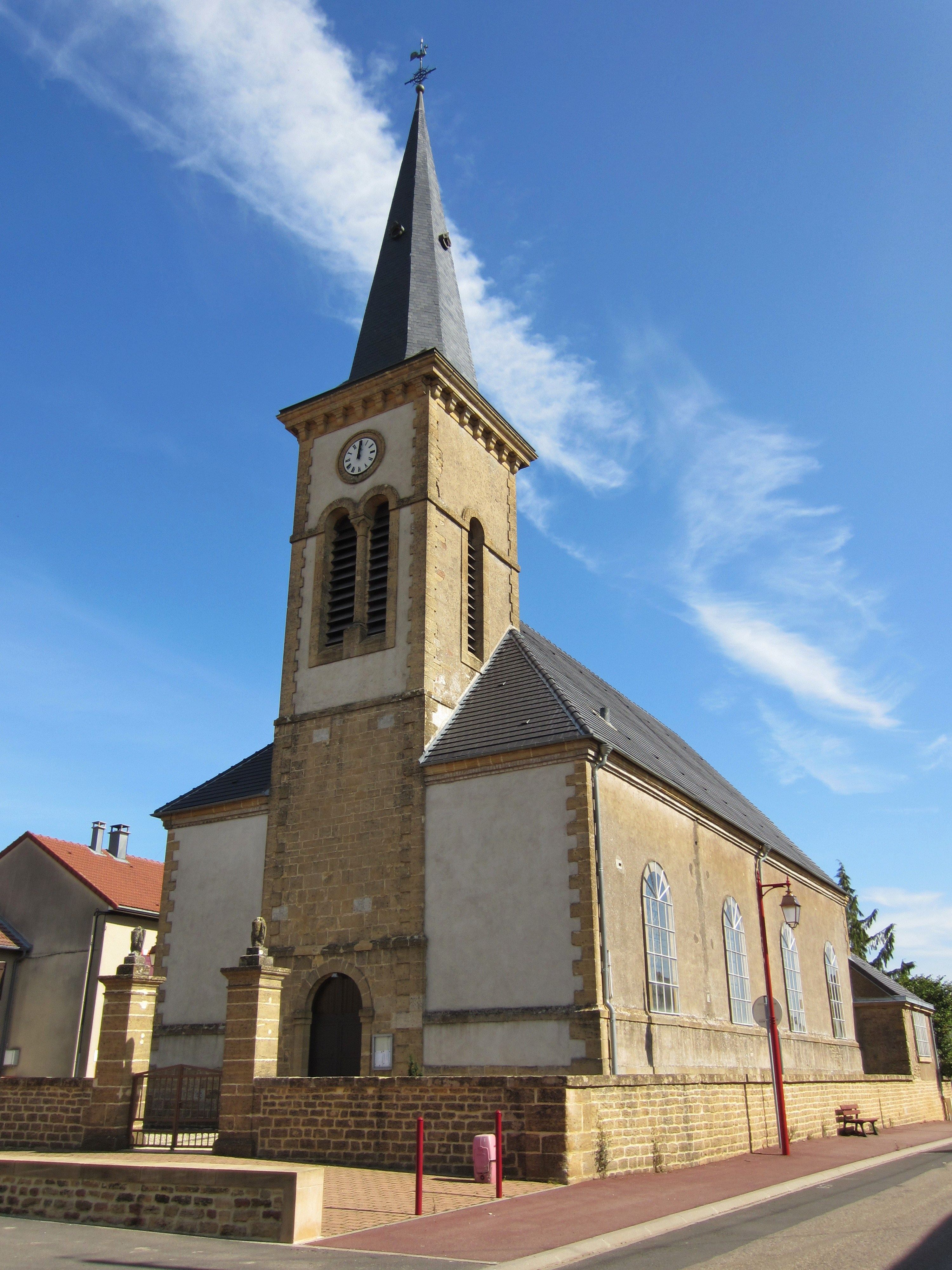
Pfarrkirche Notre-Dame-de-l’Assomption

| Jahr      | 1962 | 1968 | 1975 | 1982 | 1990 | 1999 | 2007 | 2019 |
| Einwohner | 719  | 967  | 785  | 915  | 827  | 909  | 1122 | 1086 |

## Sehenswürdigkeiten
- Pfarrkirche Notre-Dame-de-l’Assomption aus dem Jahr 1746 (1850 restauriert und erweitert, letzte Ebene des Glockenturms nach dem Ersten Weltkrieg neu gebaut)
- Wegekreuz aus dem 17. Jahrhundert, seit 1930 als Monument historique klassifiziert

## Gemeindepartnerschaft
- Saint-Pierre-d’Aurillac im Département Gironde, seit 1972